# Beeke-Dumme-Niederung
Beeke-Dumme-Niederung este o arie protejată (arie specială de conservare — SAC, sit de importanță comunitară — SCI) din Germania întinsă pe o suprafață de 55,6 ha, integral pe uscat.

## Localizare
Centrul sitului Beeke-Dumme-Niederung este situat la coordonatele 52°48′44″N 11°00′18″E / 52.8122°N 11.005°E.

## Înființare
Situl Beeke-Dumme-Niederung a fost declarat sit de importanță comunitară în iunie 2015 pentru a proteja 6 specii de animale. Situl a fost protejat și ca arie specială de conservare în decembrie 2018.

## Biodiversitate
Situată în ecoregiunea continentală, aria protejată conține 3 habitate naturale: Cursuri de apă de la nivel de câmpie la nivel montan, cu vegetație Ranunculion fluitantis și Callitricho-Batrachion, Liziere de ierburi înalte hidrofile de câmpie și de nivel montan până la alpin, Păduri aluvionare cu Alnus glutinosa și Fraxinus excelsior (Alno-Padion, Alnion incanae, Salicion albae).
La baza desemnării sitului se află mai multe specii protejate:
- mamifere (1): vidră de râu (Lutra lutra)
- nevertebrate (2): Unio crassus, Vertigo moulinsiana
- pești (3): Cobitis taenia Complex, țipar (Misgurnus fossilis), boarță (Rhodeus amarus)

Pe lângă speciile protejate, pe teritoriul sitului au mai fost identificate 5 specii de amfibieni, 2 specii de nevertebrate.